# A máltai líra bankjegyei
Ebben a szócikkben Málta euró előtti fizetőeszköze, a máltai líra pénzjegyeit mutatjuk be.
A máltai líra, 1973-ig máltai font 1825-től 2008-ig, az euró bevezetéséig Málta nemzeti valutája, mely 1972. június 22-ig egyenértékű volt a brit font sterlinggel. Málta 1800 és 1813 között brit protektorátus (Malta Protectorate), majd 1813-tól 1964-ig brit koronagyarmat (Crown Colony of the Island of Malta and its Dependencies), függetlenségének elnyerése után 1964 és 1974 között a szigetország Máltai Állam (Stat ta’ Malta) néven alkotmányos monarchia perszonálunióban Nagy-Britanniával, 1974 óta pedig köztársaság (Repubblika ta' Malta) a Nemzetközösségen belül.

## Kereskedelmi bankok
1914 előtt helyi kereskedelmi bankok bocsátottak ki papírpénzt Málta számára, valamint a Bank of England címletei is forgalomban voltak, ezek az Anglo-Egyptian Banking Company Ltd., a Banco Anglo Maltese és a Banco di Malta voltak. Az Anglo-Egyptian Banking Company Ltd. 1886. október 1. napi dátummal 10 shillinges, 1, 5, 10 és 20 fontos bankjegyeket hozott forgalomba.

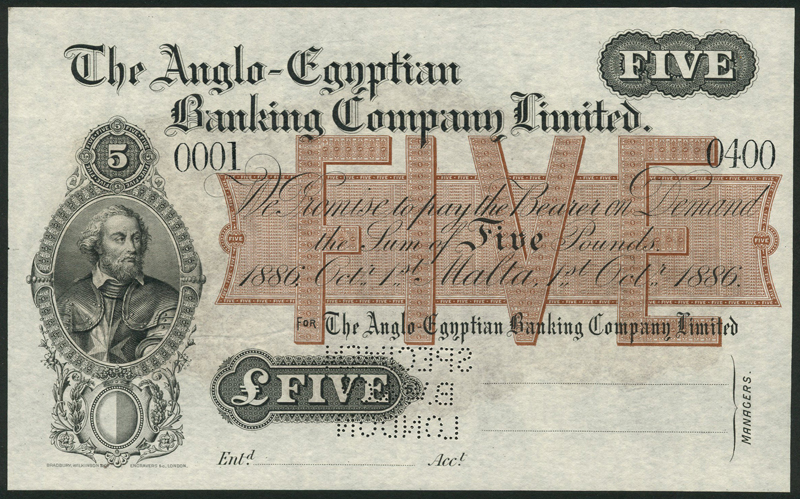
Az Anglo-Egyptian Banking Company Ltd. nevű kereskedelmi bank 1886-os 5 fontos bankjegyének előoldala Jean Parisot de La Valette (1494-1568) nagymester portréjával.

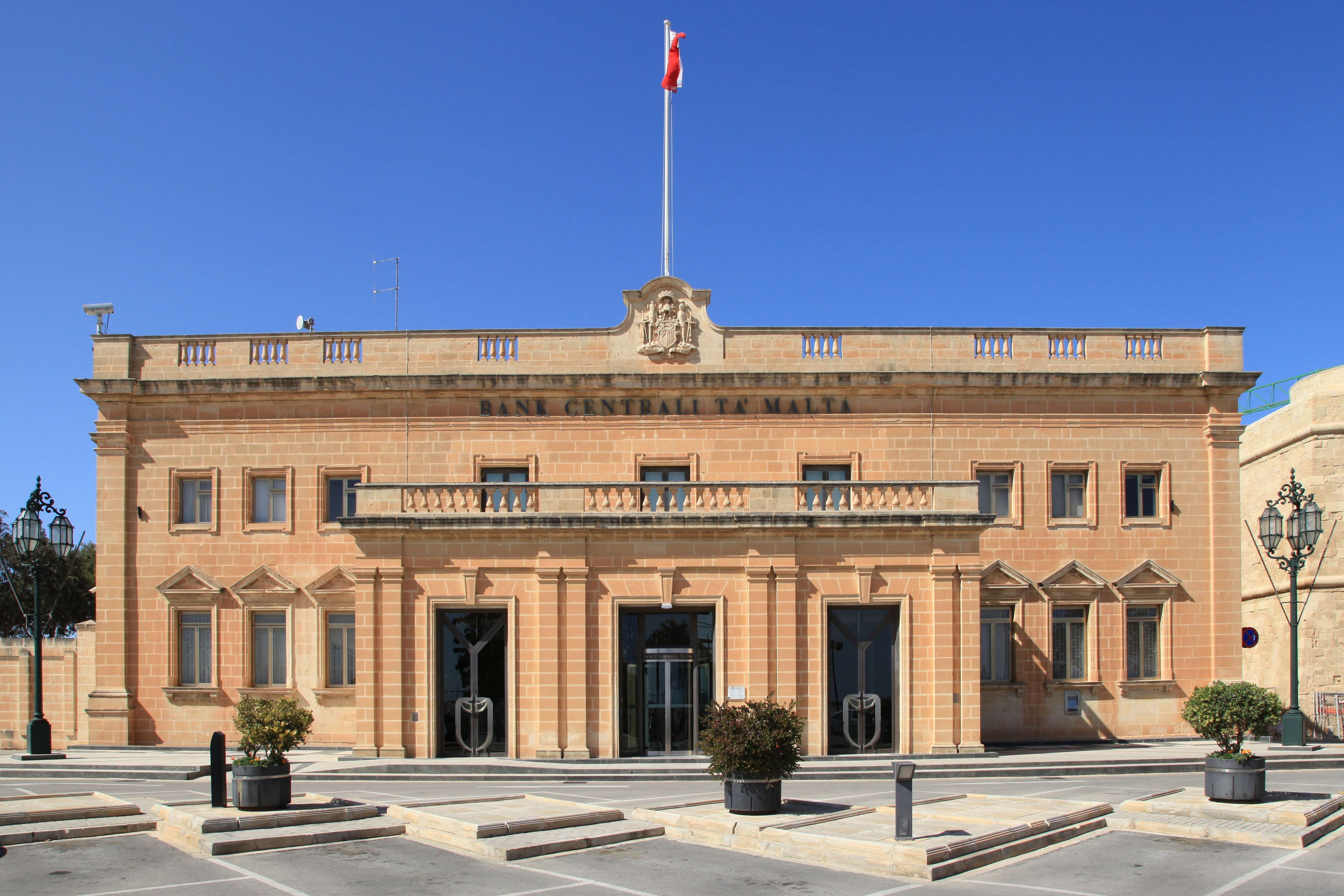
A máltai jegybank (Bank Ċentrali ta’ Malta) székháza.

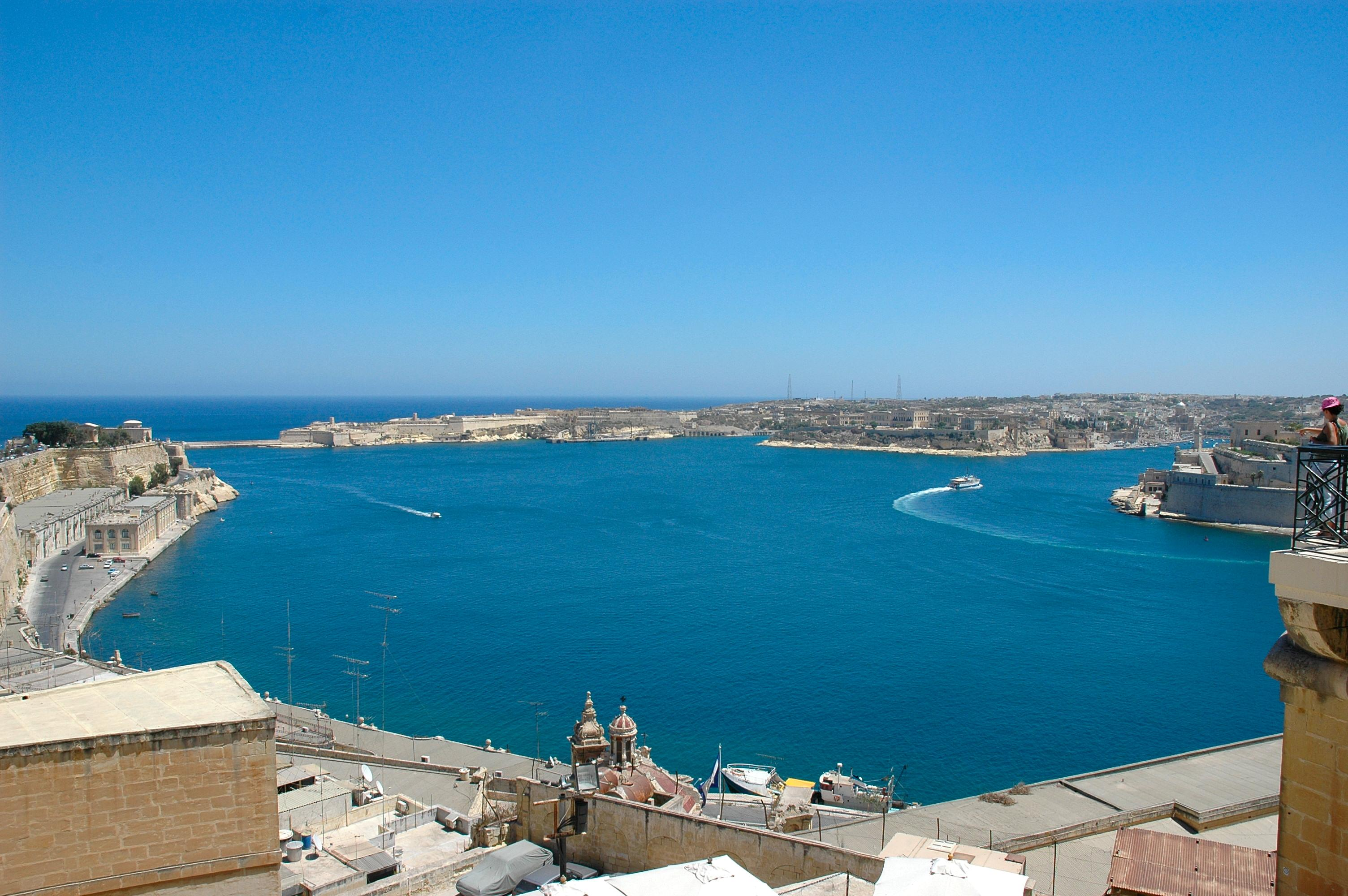
A Nagy kikötő (Grand Harbour) a máltai pénzjegyek visszatérő motívuma.

### Government of Malta

#### 1914. augusztus-szeptemberi széria
A brit gyarmati kormányzóság (Government of Malta) az első világháború kitörése miatt kezdete meg a papírpénzek kibocsátását 1914. augusztusától. 
Az 1914-ben forgalomba került 5 shilling, 10 shilling, 1 font sterling, 5 font sterling és 10 font sterling névértékű címletek egyszerű kivitelűek voltak.

#### V. György széria

##### V. György portrés 5 shillinges
1918-ban V. György király portréjával hoztak forgalomba egy 5 shillinges címletet, valamint egy hasonló, ugyancsak uralkodóportrés 2 shillingest is nyomtattak, de ez akkor nem került forgalomba. A két világháború között a Bank of England bankjegyeit használták Máltán.

##### V. György 1 shillinges szükségkibocsátás (1940)
A második világháború kitörését követően, 1940-ben a Máltán égetővé váló készpénzhiány pótlására, az 1 shillinges címlet iránt jelentkező nagy igény kielégítésére az 1918-as típusú, kiadatlan V. György típusú 2 shillinges pénzjegyeket nyomták felül 1 shilling értékre és hozták forgalomba őket.

#### VI. György szériák

##### 1939-es széria
1939. szeptember 13. napi dátummal, VI. György király profil portréjával 2 shilling 6 pennys, 5 és 10 shillinges, valamint 1 fontos címleteket bocsátottak ki J. Pace aláírásával, ezek előoldalán volt csupán többszínű nyomat, hátoldaluk teljesen üresen maradt.

##### 1940-1943-as széria
1940-tól évszám nélkül VI. György frontális portréjával ellátott 1 és 2 shillingessel egészítették ki a címletsort. Továbbá az 1939-es dizájnnal megegyező 2 shilling 6 pennys, 10 shillinges és 1 fontos papírpénzeket is nyomtattak.

##### L. 1949, 1949-es széria
Az 1949-es  brit máltai rendelet (Currency Notes Ordinance 1949, L. 1949) alapján VI. György király idősebb, öltönyös portréjával került forgalomba egy 10 shillinges és egy 1 fontos címlet. Ezek bal oldalán a király által háborús helytállásáért Máltának adományozott György-kereszt (George Cross) kitüntetés, középen vízjelmező, jobbra pedig a király portréja volt látható, hátoldalukon stilizált akantuszlevelek adták az egyetlen díszítést. A vízjelben ekkor használták először Melita, a Máltát megszemélyesítő nőalak képmását, melyet egészen 2008-ig, az euró bevezetéséig minden címletnél alkalmaztak. A szériát a brit 	
Thomas de la Rue cég nyomtatta.

#### II. Erzsébet szériák

##### L. 1949 II. Erzsébet széria
A király halála és lánya, II. Erzsébet trónra lépése után az 1949-es VI. György szériájú 10 shillingessel és 1 fontossal amúgy teljesen megegyező, de már a királynőt ábrázoló pénzjegyeket vezettek be Máltán. Ezt a sorozatot is a brit  	
Thomas de la Rue cég nyomtatta. Az uralkodónő Dorothy Wilding féle, 1952-ben készült portréját használták.

##### L. 1949 (1961-1963-as) II. Erzsébet széria
1961-ben a készpénzforgalom igényeinek kielégítésére egy kék alapszínű 5 fontos címlet került kibocsátásra, előoldalán II. Erzsébet 1955-ben készült, híres, Pietro Annigoni féle portréjával és a György-kereszttel, hátoldalán a La Valetta-i Nagy kikötő (Grand Harbour) ábrázolásával. 1963-ban a széria másik két címlete is debütált, egy zöld alapszínű 10 shillinges, hátoldalán a Mġarr öböllel és a Għajnsielem-i plébániatemplommal, Gozo szigetén, valamint egy barna 1 fontos hátoldalán a Marsa ipari övezettel. A címletsort a brit Bradbury Wilkinson cég nyomtatta.

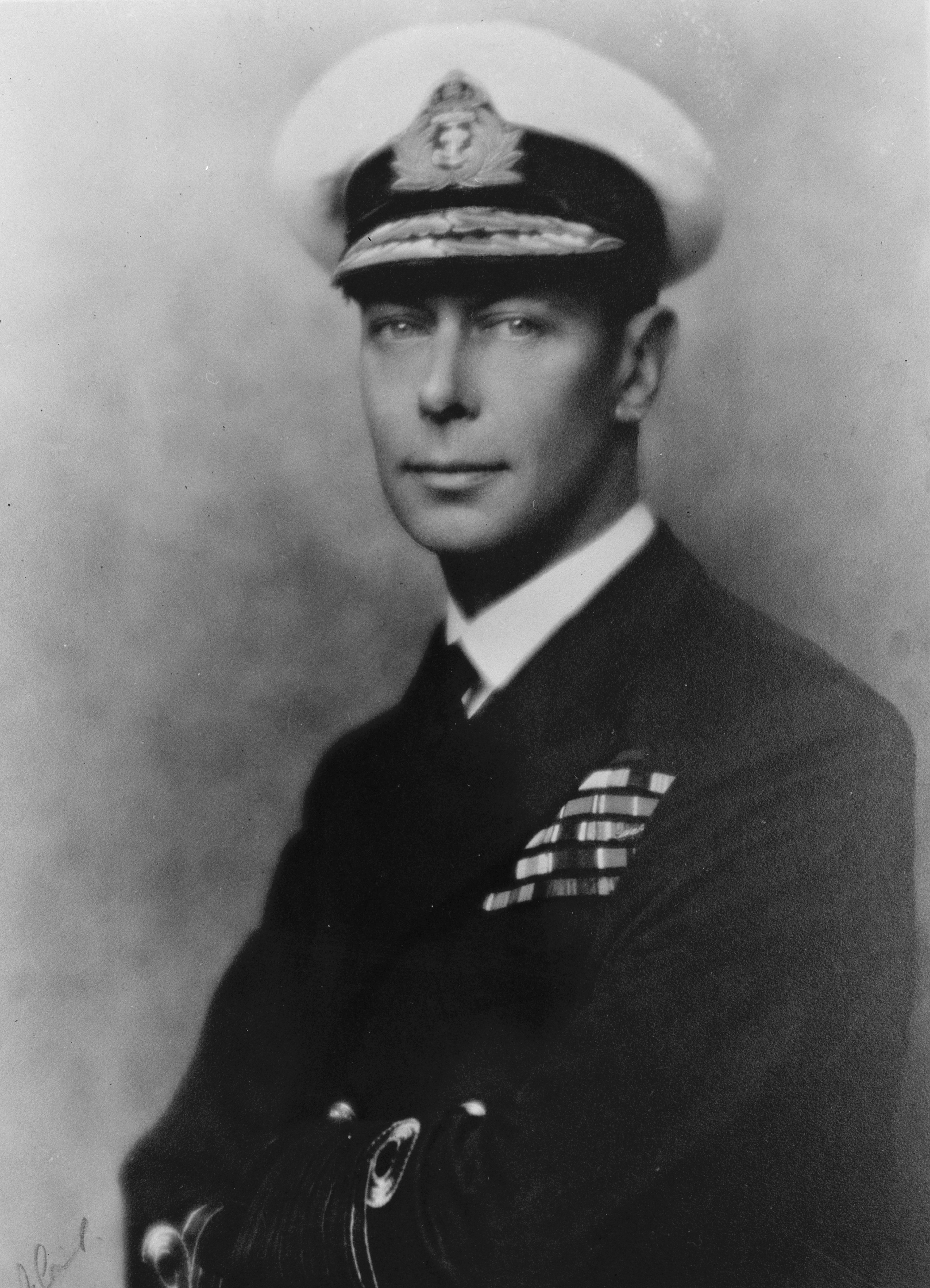
VI. György brit király (1936-1952), India császára (1936-1947).
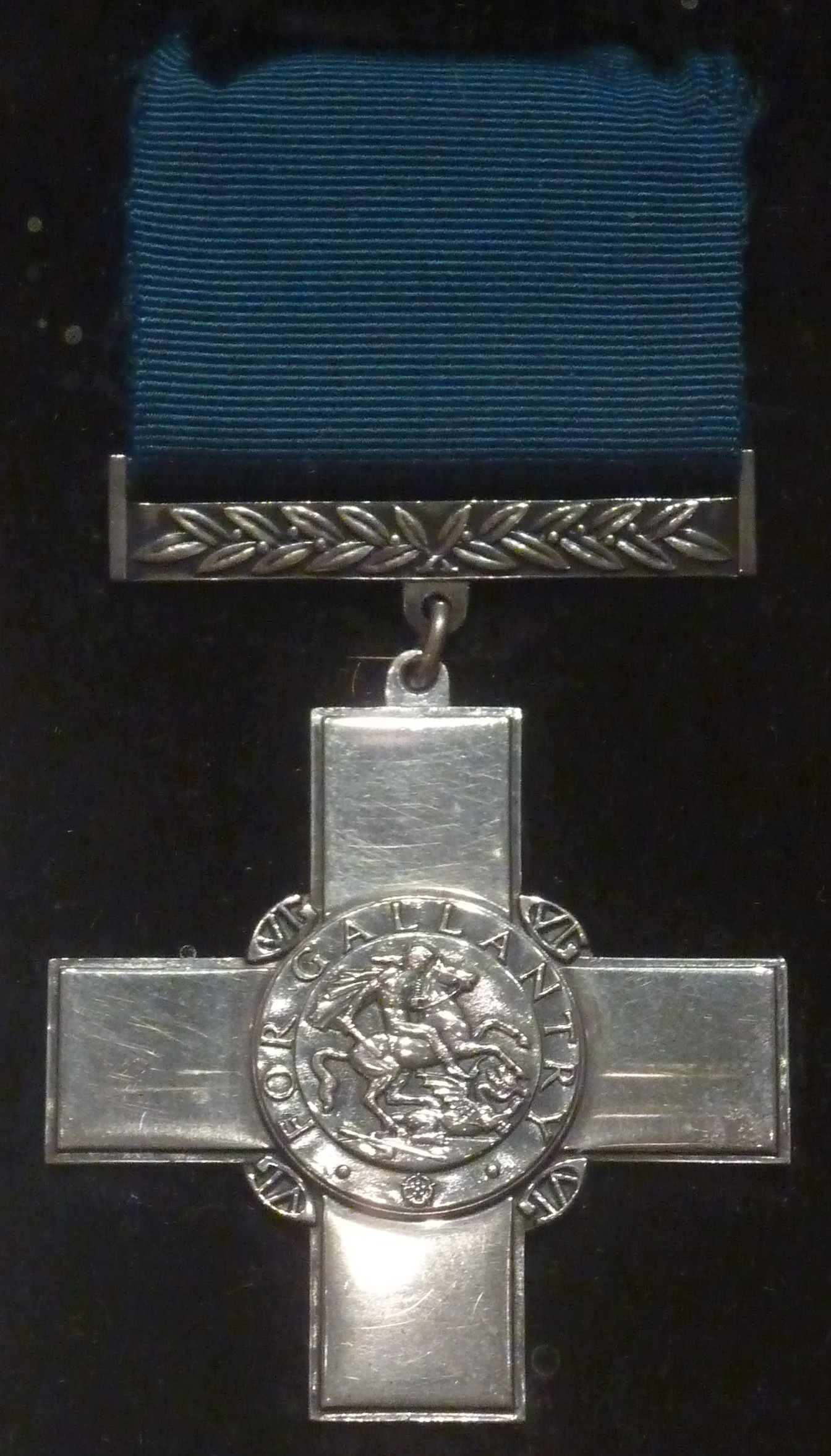
A VI. György király által Máltának 1942. április 15-én háborús hősiességéért és odaadásáért kollektíve adományozott György-kereszt kitüntetés.
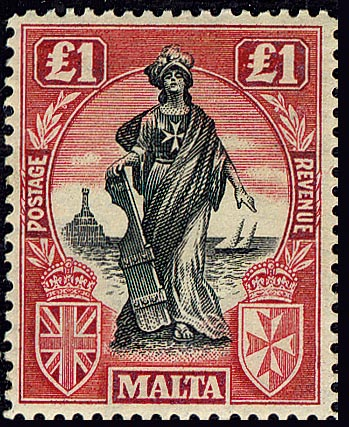
A Máltát megszemélyesítő nőalak, Melita az L. 1949 VI. György sorozattól egészen 2008-ig szerepelt a máltai papírpénzek vízjelében, 1989-től pedig a bankjegyek fő motívuma volt. A képen egy brit máltai 1922-es 1 fontos postabélyegen látható.
Málta brit koronagyarmat zászlaja 1943 és 1964 között.
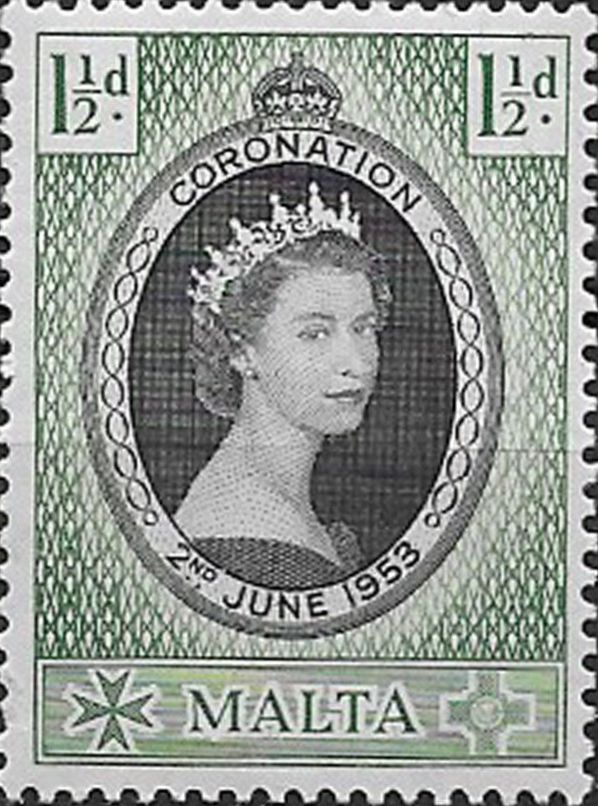
A királynő koronázása alkalmából 1953-ban kibocsátott 1 1/2 pennys máltai postabélyeg.
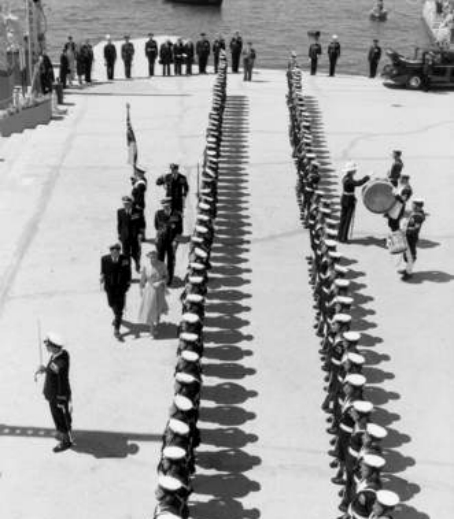
II. Erzsébet 1954-es látogatása a Royal Air Force máltai Hal Far támaszpontján.
A Nagy-Britanniával 1964-1974 között alkotmányos monarchiaként perszonálunióban álló Máltai Állam (Stat ta’ Malta) címere, a sisakon corona muralis látható.
A II. Erzsébetet Máltán képviselő főkormányzó (Governor-General) címere 1964 és 1974 között. A Máltai Állam címerétől csak abban tér el, hogy a sisakon a brit Szent Eduárd korona szerepel.

### Central Bank of Malta / Bank Ċentrali ta’ Malta

#### L. 1967 (1968-1969) II. Erzsébet széria
1968. április 17-én megalakult a Central Bank of Malta, mely még ebben az évben megkezdte a bankjegykibocsátást. A Central Bank of Malta Act, 1967. alapján, a jegybank első sorozata a korábbi, 1961-1963 között bevezetett Government of Malta utolsó II. Erzsébet szériáján alapult, csak a kibocsátó neve változott, illetve az, hogy a 10 shillinges piros, az 1 fontos barnászöld, az 5 fontos pedig szürke alapszínű lett. Ezt a címletsort a brit Bradbury Wilkinson cég nyomtatta.

#### L. 1967 (1973) széria
1973. január 15-én új széria került kibocsátásra, az eddigi kizárólag angol nyelvű felíratok helyett ezek előoldalán máltai, és líra (liri) megnevezés, hátoldalán pedig angol feliratok és font (pound) megnevezés volt látható. A sorozat 1, 5 és 10 lírásból állt, előoldaluk fő motívuma a jegybank címere, a zöld alapszínű 1 lírás hátoldalára ősi templom és a Mdina katedrális, a kék 5 fontoséra a Marina yacht, és Marsaxlokk látképe, a barna 10 fontoséra a La Valetta-i Nagy kikötő (Grand Harbour) került. Az 1 és 5 fontosnak hat, a 10 fontosnak öt aláírás változata létezik. A sorozatot a brit Thomas de la Rue cég nyomtatta.

#### L. 1967 (1979) széria
A teljesen új dizájnú 1979-es széria szintén 1, 5 és 10 lírásból állt. Megjelent rajtuk Málta új, 1975 és 1988 között használt címere is. A barna 1 lírás előoldalán a Gardjola őrtorony, hátoldalán az Új egyetem (New University), a lila 5 lírás előoldalán a kultúrát jelképező szobor, hátoldalán a Marsa ipari övezet, a piros-fekete alapszínű 10 lírás előoldalán pedig az igazságot jelképező szobor, hátoldalán a LA Valetta-i szárazdokkok láthatóak. Két változatban készültek, vakjel nélkül, és vakjellel. A sorozatot a brit Thomas de la Rue cég nyomtatta.

#### L. 1967 (1986) széria
Az 1986-os széria 2, 5, 10 és 20 lírás bankjegyekből állt, és európai, demokratikus, köztársasági berendezkedésű államokban  szokatlan módon Málta hivatalban lévő államfője, Agatha Barbara (1923-2002) portréja szerepelt rajtuk fő motívumként. A köztársasági elnök képmása mellett a piros 2 lírás előoldalán a Brigantin (1531) vitorlás, hátoldalán a Marsaxlokk konténer terminál látható, mérete 138 x 66.5 mm, a kék 5 lírás előoldalán a Xprunara (1798) vitorlás, a Mdina öböl és halászati jelent, mérete 145 x 69 mm, a zöld 10 lírás előoldalán a Tartana (1740) vitorlás, hátoldalán a La Valetta-i nagy kikötő dokkjai, mérete: 152 x 72.5 mm, a barna 20 lírás előoldalán a Xambekk (1743) vitorlás, hátoldalán az Auberge de Castille palota és a Msida-i munkásemlékmű voltak láthatóak, mérete 159 x 76 mm. A brit Thomas de la Rue cég nyomtatta őket.

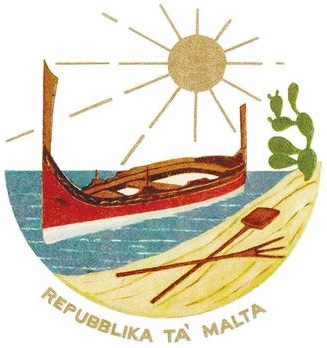
Málta 1975 és 1988 között használt címere, melyet a Munkáspárt kormánya vezetett be, de a jobboldal hatalomra kerülése után lecserélték.
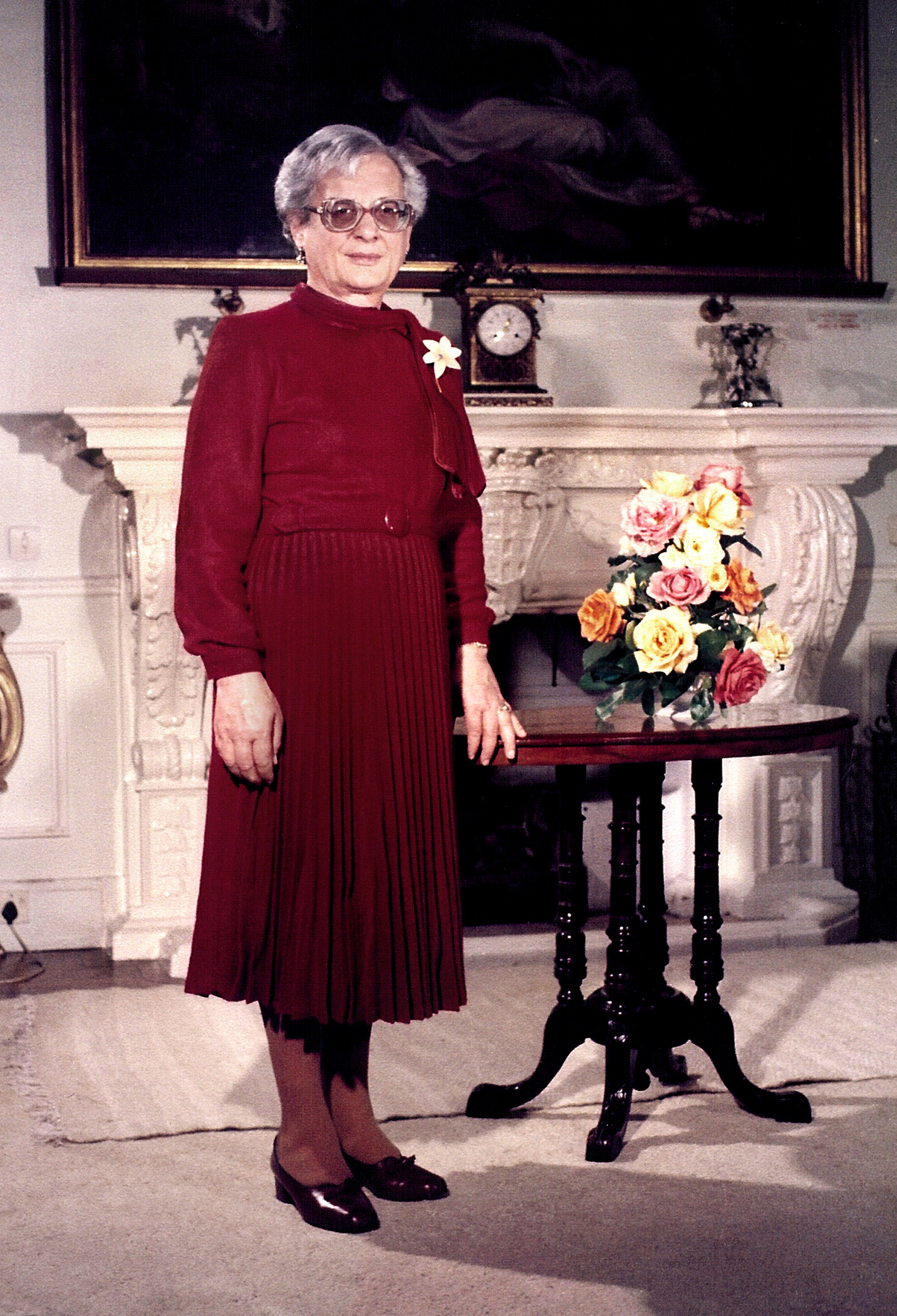
Agatha Barbara (1923-2002), a Máltai Köztársaság 3. elnöke (1982-1987).
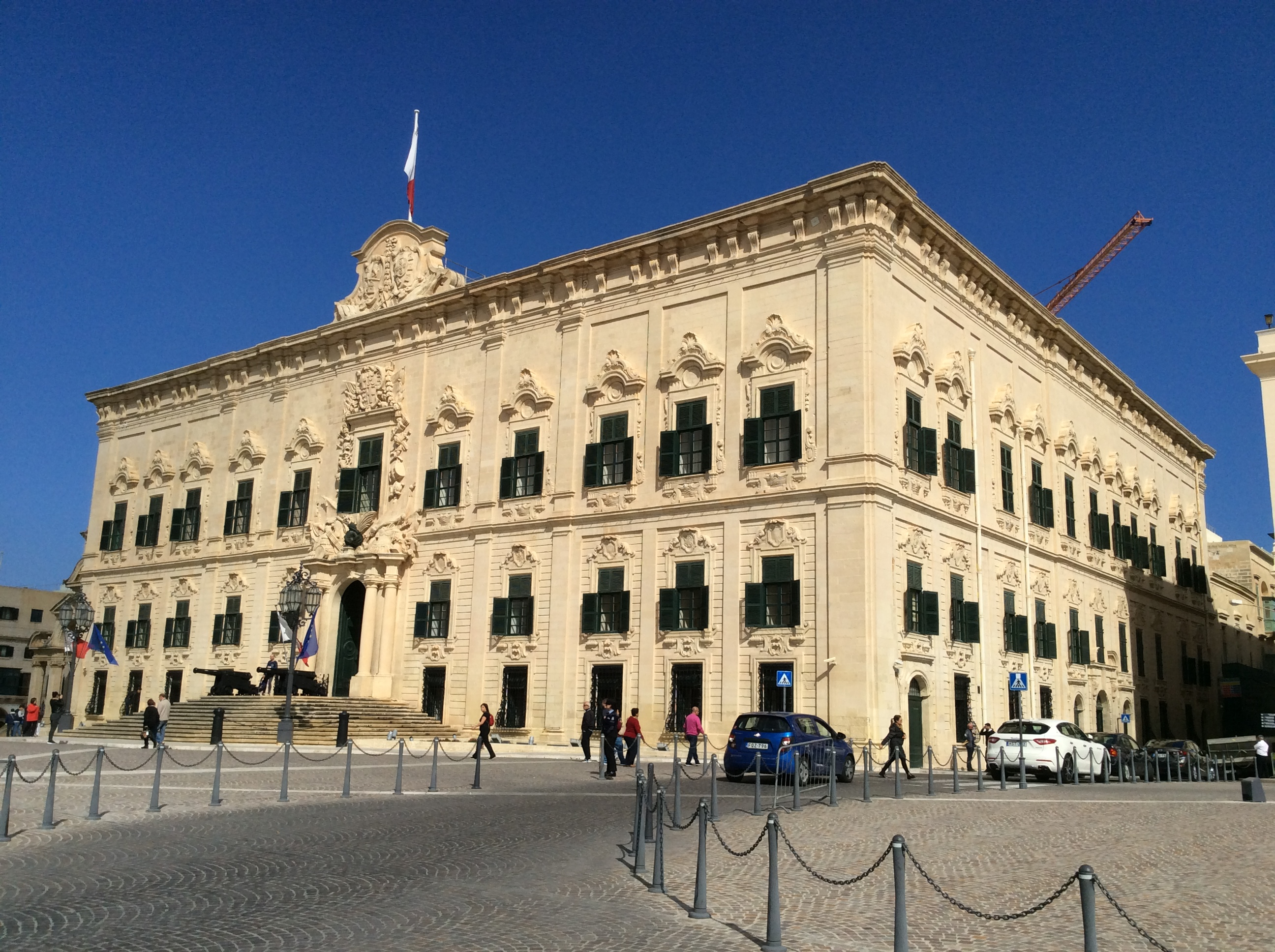
Az Auberge de Castille La Valettában, az 1574-ben befejezett, 1741-1744 és 1791-ben renovált épület látható az 1986-os széria 20 lírásának hátoldalán.

#### L. 1967 (1989) széria
Az 1989-es széria 2, 5, 10 és 20 lírás bankjegyekből állt, méretük megegyezett az 1986-os sorozat címleteiével, színöszeállításuk is azonos, kivéve a 2 lírást, amely lila lett. Előoldalukon egységesen Melita Máltát megszemélyesítő, kormánylapátot tartó nőalakja, mely azt szimbolizálja, hogy az ország saját sorsának kormányosa, három békegalamb, ENSZ embléma, a jegybank címere, és mozaikábrázolások a szigetek római korszakából láthatóak. A 2 lírás hátoldalán két épület, a Mdina-i Palazz Muniċipali és a Gozo-i Banka Ġuratali vannak, valamint V. Alfonz aragóniai király dekrétuma. Az 5 lírás hátoldalán a Mdina-i Il-Bieb tal-Imdina kapu, a  It-Torri tal-Istandard torony, és egy részlet az 1802-es máltai emberjogi nyilatkozatból, a 10 líráson a Sette Giugno emlékmű, és Gianni Vella festménye, amint sebesülteket visznek be a máltai törvényhozás 1919. június 7-i ülésére láthatóak. A 20 lírás hátoldalán Ġorġ Borg Olivier (1911-1980) miniszterelnök (1950-1955, 1962-1971). a nemzeti lobogó ünnepélyes felvonása és a máltai függetlenség márvány emléktáblája került ábrázolásra. Ezt a szériát is a brit Thomas de la Rue cég nyomtatta a jegybank megbízásából.

#### L.1967 (1994) széria
A szintén 2, 5, 10 és 20 lírás címletekből álló 1994-es széria dizájnja csak finom részletekben tért el az 1989-es sorozatétól, lényeges különbség a korszerűsített biztonsági elemekben volt, ezek a bújtatott fémszál és a baloldali, emelkedő méretű sorozatszám.

#### L.1967 (2000) Millennium emlékszéria
A 2000-ben a millennium alkalmából kibocsátott emlékbankjegy-sorozat szintén az 1989-es, illetve 1994-es szériákon alapult, 2, 5 és 10 lírásokból állt. Ezeken bal oldalon, részben a vízjelmezőt is fedve egy nagy méretű, tagolt, többek között galambot és órát ábrázoló hologramfólia kerül elhelyezésre.

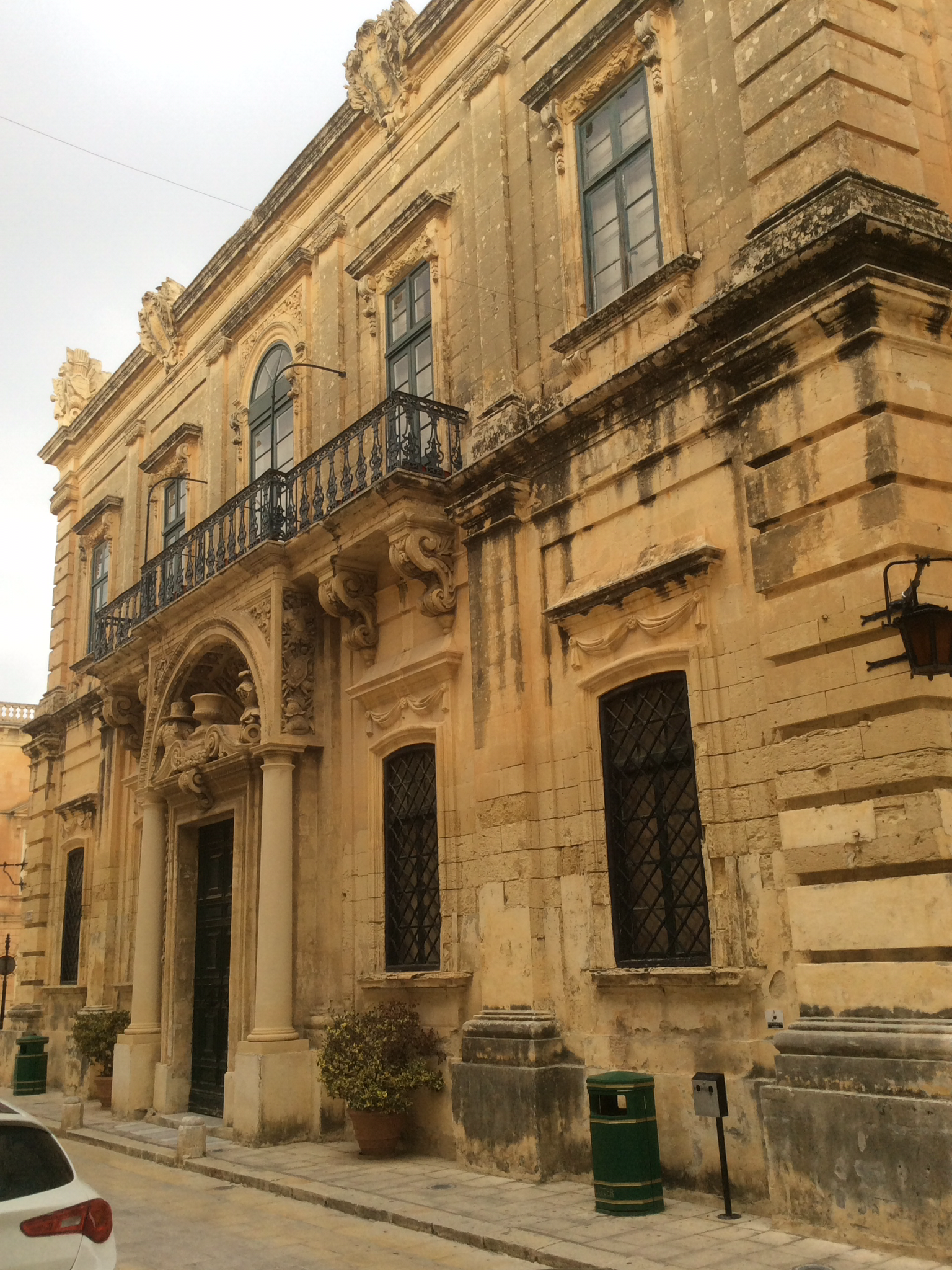
A Mdina-i Palazz Muniċipali épülete volt látható az 1989 és 2008 között kibocsátott 2 lírások hátoldalán.
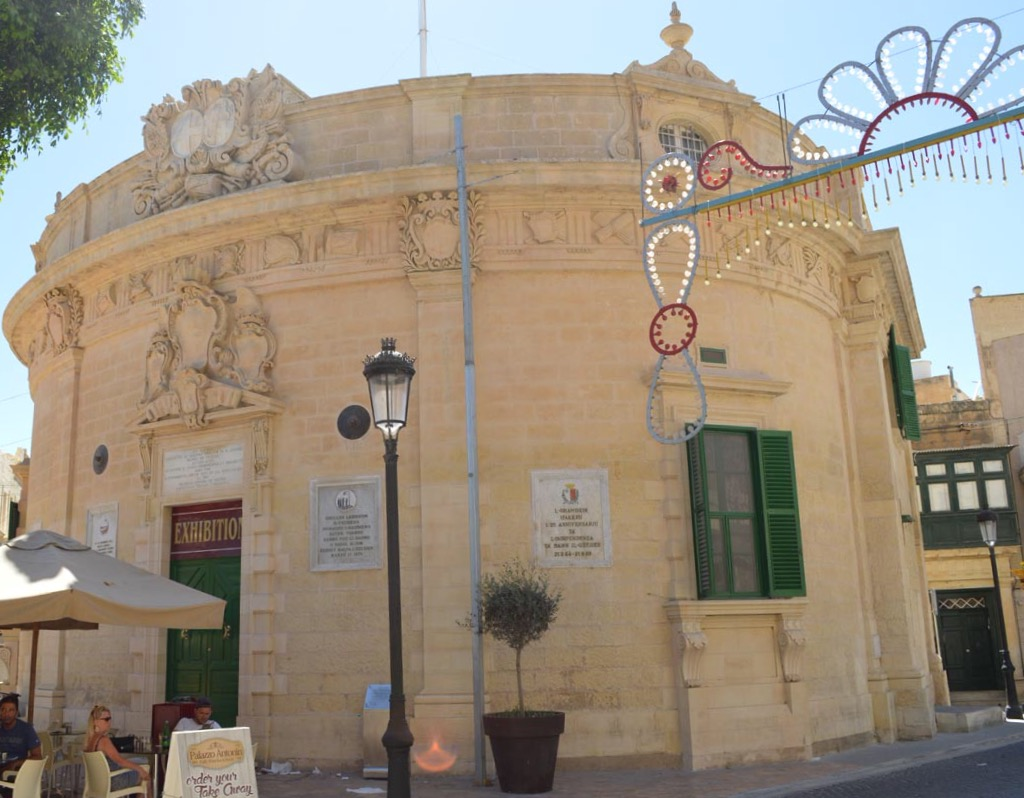
A Banka Ġuratali, a Gozo-i Victoria városházának épülete volt látható a Palazz Muniċipali mellett  az 1989 és 2008 között kibocsátott 2 lírások hátoldalán.
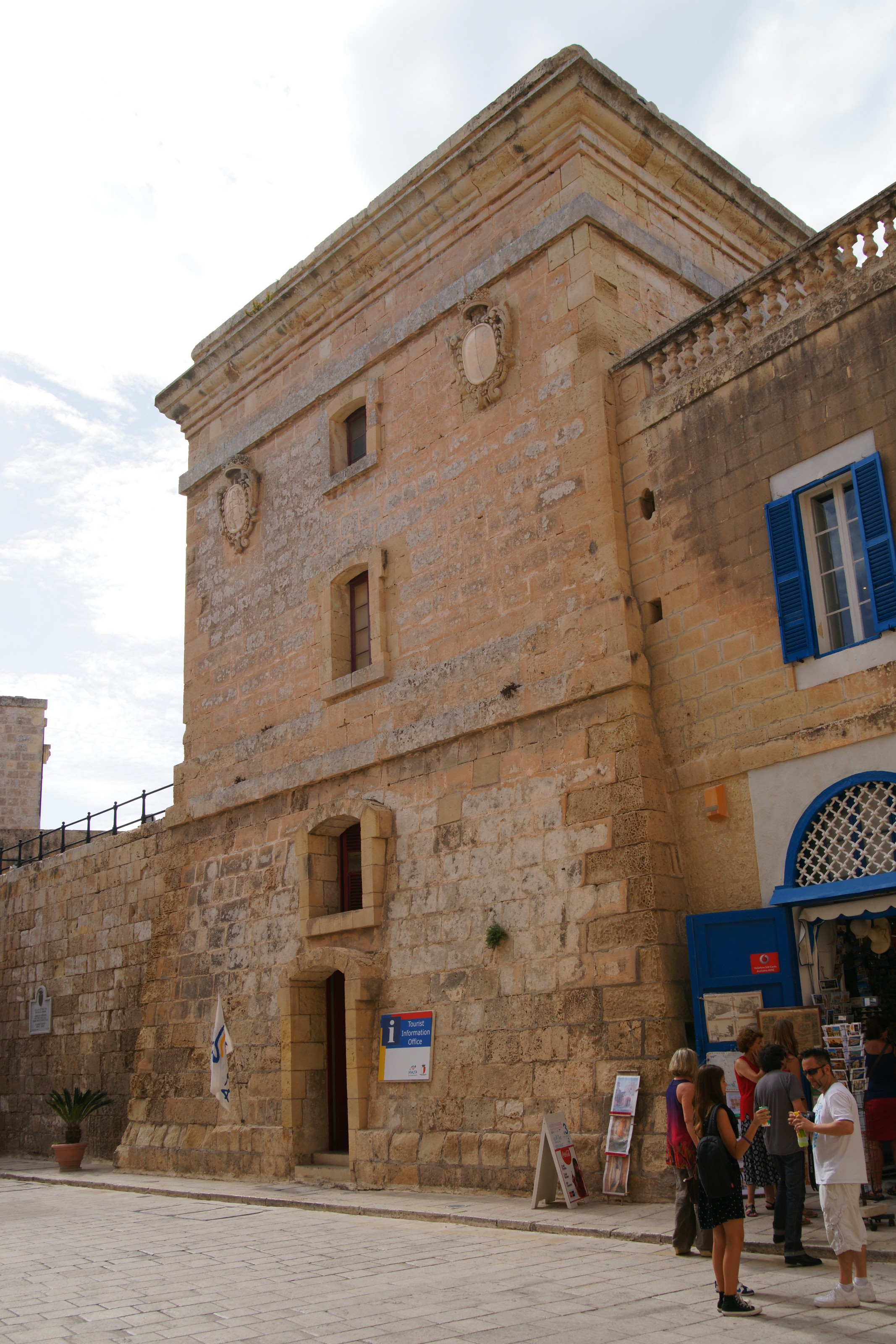
Az 1725-1726-ban épült It-Torri tal-Istandard torony az egyik épület az 1989 és 2008 között használt 5 lírások hátoldalán.
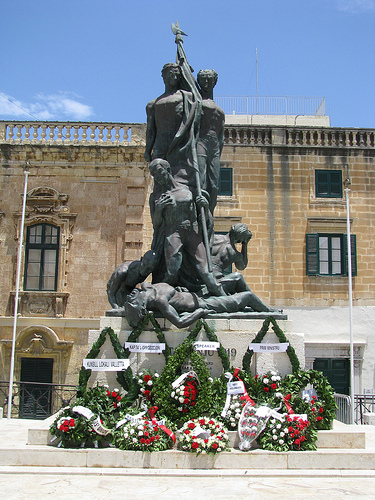
A 10 lírás hátoldalán szereplő Sette Giugno emlékmű az 1919. június 7-i zavargások négy mártírjának állít emléket, akik a brit hadsereg sortüzének áldozatai lettek.